# Elimination Chamber 2010
Elimination Chamber 2010 was een pay-per-viewevenement in het professioneel worstelen dat geproduceerd werd door de World Wrestling Entertainment (WWE). Dit evenement was de eerste editie van Elimination Chamber en vond plaats in het Scottrade Center in Saint Louis (Missouri) op 21 februari 2010.
De concept van deze show is dat bij elke match geworsteld worden in een Elimination Chamber. De naam van deze show werd gestemd door de fans via de officiële website van WWE. De Elimination Chamber had meer stemmen dan de Heavy Metal, Battle Chamber, Chamber of Conflict en No Way Out.

## Matchen
| Nr.                                                                          | Match | Winnaar(s)              |
| ---------------------------------------------------------------------------- | --- | ----------------------- |
| -                                                                            | Christian vs. Ezekiel Jackson in een een-op-eenmatch | Christian               |
| 1                                                                            | Sheamus (c) vs. John Cena vs. Triple H vs. Randy Orton vs. Ted DiBiase vs. Kofi Kingston in een Elimination Chamber match voor het WWE Championship                          | John Cena (nc)          |
| 2                                                                            | John Cena (c) vs. Batista in een een-op-eenmatch voor het WWE Championship                                                                                                   | Batista (nc)            |
| 3                                                                            | Drew McIntyre (c) vs. Kane in een een-op-eenmatch voor het WWE Intercontinental Championship                                                                                 | Drew McIntyre (c)       |
| 4                                                                            | Maryse vs. Gail Kim vs. Michelle McCool & Layla in een Inter-brand women's tag team match                                                                                    | Michelle McCool & Layla |
| 5                                                                            | The Miz (c) vs. Montel Vontavious Porter in een een-op-eenmatch voor het WWE United States Championship                                                                      | The Miz (c)             |
| 6                                                                            | The Undertaker (c) vs. John Morrison vs. CM Punk vs. R-Truth vs. Chris Jericho vs. Rey Mysterio in een Elimination Chamber match voor het WWE World Heavyweight Championship | Chris Jericho (nc)      |
| (c) huidige kampioen voor en na de match \| (nc) nieuwe kampioen na de match | |                         |